# Johan Rogberg (domprost)
Johan Rogberg, född 22 januari 1716 i Södra Unnaryds socken, död 28 maj 1785 i Växjö, var en svensk lärare och präst.
Johan Rogberg var son till prosten och kyrkoherden Johannes Rogberg och bror till Samuel Rogberg. Han blev student vid Lunds universitet 1734, magister 1738, lärare vid Växjö gymnasium 1742, lektor 1760 samt rector scholæ 1762. Rogberg prästvigdes 1740, blev teologie doktor 1768 och slutligen domprost i Växjö 1774. Han deltog vid riksdagarna 1771 och 1778. Rogberg var känd för sin stränghet som lärare. Samuel Ödmann vittnade om det i sina minnen från Växjö gymnasium: "Hans uppsyn förrådde en afskräckande stränghet, den hans tal och hans åtgärd fullkomligt bestyrkte". Som bisittare i domkapitlet och en tid som stiftets högste styresman (som biskopsvikarie) kunde han dock också i all sin fasthet visa en välvilja, som gjorde honom allmänt respekterad. Rogberg blev särskilt känd genom en predikan med anledning av statskuppens nedslående 1756, där han som ivrig hatt i överdrivna ordalag prisade Sveriges räddning undan tyranniets anslag.